# NBR-Klasse K
| NBR K LNER D26, D32, D33, D34 Glen Class                    | NBR K LNER D26, D32, D33, D34 Glen Class              | NBR K LNER D26, D32, D33, D34 Glen Class              | NBR K LNER D26, D32, D33, D34 Glen Class              | NBR K LNER D26, D32, D33, D34 Glen Class              |
| ----------------------------------------------------------- | ----------------------------------------------------- | ----------------------------------------------------- | ----------------------------------------------------- | ----------------------------------------------------- |
| LNER-Klasse D34 Nr. 9035 Glen Gloy (ex NBR-Klasse K Nr. 35) |                                                       |                                                       |                                                       |                                                       |
| Klassen                                                     |                                                       |                                                       |                                                       |                                                       |
| NBR                                                         | K                                                     | K                                                     | K                                                     | K                                                     |
| LNER                                                        | D26                                                   | D32                                                   | D33                                                   | D34                                                   |
| Designer:                                                   | Holmes                                                | Reid                                                  | Reid                                                  | Reid                                                  |
| Nummerierung                                                |                                                       |                                                       |                                                       |                                                       |
| NBR:                                                        | 317–328                                               | 882–893                                               | 331–333 382–385 864–867 894                           | 34…307 405–408 490 492–496 502–505                    |
| LNER (ab 1924)                                              | 9317–9328                                             | 9882–9893                                             | 9331–9333 9382–9385 9864–9867 9894                    | 9034…9307 9405–9408 9490 9492–9496 9502–9505          |
| LNER (ab 1946)                                              |                                                       | 2445… 2454                                            | 2455… 2466                                            | 2467… 2498                                            |
| BR:                                                         |                                                       | 62445… 62454                                          | 62455… 62466                                          | 62467… 62498                                          |
| Hersteller:                                                 | NBR-Werkstätte Cowlairs, Glasgow                      | NBR-Werkstätte Cowlairs, Glasgow                      | NBR-Werkstätte Cowlairs, Glasgow                      | NBR-Werkstätte Cowlairs, Glasgow                      |
| Anzahl in Klasse:                                           | 12                                                    | 12                                                    | 12                                                    | 32                                                    |
| Anzahl gesamt:                                              | 68                                                    | 68                                                    | 68                                                    | 68                                                    |
| Baujahre:                                                   | 1903                                                  | 1906–1907                                             | 1909–1910                                             | 1913–1920                                             |
| Ausmusterung:                                               | 1922–1926                                             | 1947–1951                                             | 1947–1953                                             | 1946–1961                                             |
| Technische Daten                                            |                                                       |                                                       |                                                       |                                                       |
| Bauart:                                                     | 2’B n2                                                | 2’B n2                                                | 2’B n2                                                | 2’B h2                                                |
| Spurweite:                                                  | 1435 mm (Normalspur)                                  | 1435 mm (Normalspur)                                  | 1435 mm (Normalspur)                                  | 1435 mm (Normalspur)                                  |
| Länge über Puffer:                                          | 17.145 mm                                             | 17.145 mm                                             |                                                       | 17.068 mm                                             |
| Radstand:                                                   | 7120 mm                                               | 7120 mm                                               | 7120 mm                                               | 7120 mm                                               |
| Radstand mit Tender:                                        | 14.240 mm                                             | 14.240 mm                                             | 14.240 mm                                             | 14.240 mm                                             |
| Dienstmasse:                                                | 52,8 t                                                | 53,8 t                                                | 54,9 t                                                | 58,1 t                                                |
| Dienstmasse mit Tender:                                     | 93,5 t                                                | 94,5 t                                                | 100,2 t                                               | 105,5 t                                               |
| Radsatzfahrmasse:                                           | 18,6 t                                                | 19,2 t                                                | 19,5 t                                                | 19,4 t                                                |
| Anfahrzugkraft: (bei 85 % Kesseldruck)                      | 85 kN                                                 | 95 kN                                                 | 95 kN                                                 | 100 kN                                                |
| Kuppelraddurchmesser:                                       | 1980 mm                                               | 1630 mm                                               | 1630 mm                                               | 1630 mm                                               |
| Laufraddurchmesser:                                         | 1067 mm                                               | 1067 mm                                               | 1067 mm                                               | 1067 mm                                               |
| Steuerungsart:                                              | innenliegende Stephenson-Steuerung mit Kolbenschieber | innenliegende Stephenson-Steuerung mit Kolbenschieber | innenliegende Stephenson-Steuerung mit Kolbenschieber | innenliegende Stephenson-Steuerung mit Kolbenschieber |
| Zylinderdurchmesser:                                        | 483 mm (19 in)                                        | 483 mm (19 in)                                        | 483 mm (19 in)                                        | 508 mm (20 in)                                        |
| Kolbenhub:                                                  | 660 mm (26 in)                                        | 660 mm (26 in)                                        | 660 mm (26 in)                                        | 660 mm (26 in)                                        |
| Kesseldurchmesser:                                          | 1425 mm                                               | 1555 mm                                               | 1525 mm                                               | 1525 mm                                               |
| Kesselüberdruck:                                            | 13,7 bar                                              | 13,1 bar                                              | 13,1 bar                                              | 11,4 bar                                              |
| Anzahl Heizrohre:                                           | 254                                                   | 285                                                   | 258                                                   | 124                                                   |
| Anzahl Rauchrohre:                                          | 0                                                     | 0                                                     | 0                                                     | 22                                                    |
| Rostfläche:                                                 | 2,1 m²                                                | 2,1 m²                                                | 2,0 m²                                                | 2,0 m²                                                |
| Strahlungsheizfläche:                                       | 12,4 m²                                               | 13,0 m²                                               | 13,0 m²                                               | 13,0 m²                                               |
| Rohrheizfläche:                                             | 134,2 m²                                              | 150,5 m²                                              | 137,3 m²                                              | 94,1 m²                                               |
| Überhitzerfläche:                                           | 0                                                     | 0                                                     | 0                                                     | 17,9 m²                                               |
| Verdampfungs- heizfläche:                                   | 146,6 m²                                              | 163,5 m²                                              | 150,3 m²                                              | 102,2 m²                                              |
| Rohrlänge:                                                  | 3530 mm                                               | 3530 mm                                               | 3530 mm                                               | 3610 mm                                               |
| Tenderbauart:                                               | dreiachsig                                            | dreiachsig                                            | dreiachsig                                            | dreiachsig                                            |
| Dienstmasse Tender:                                         | 40,6 t                                                | 40,6 t                                                | 45,3 t                                                | 47,4 t                                                |
| Wasservorrat:                                               | 16,9 m³                                               | 16,9 m³                                               | 19,25 m³                                              | 22,8 m³                                               |
| Kohlenvorrat:                                               | 7 t                                                   | 7 t                                                   | 7 t                                                   | 8 t                                                   |
| Bremsen:                                                    | Westinghouse-Druckluftbremse, einige Dualbremse       | Westinghouse-Druckluftbremse, einige Dualbremse       | Westinghouse-Druckluftbremse, einige Dualbremse       | Westinghouse-Druckluftbremse, einige Dualbremse       |
| Anmerkung:                                                  | Alle Angaben für den Zustand der Ablieferung.         | Alle Angaben für den Zustand der Ablieferung.         | Alle Angaben für den Zustand der Ablieferung.         | Alle Angaben für den Zustand der Ablieferung.         |

Die NBR-Klasse K waren American-Dampflokomotiven, die zwischen 1903 und 1920 von der North British Railway (NBR) in vier Lieferlosen gebaut wurden. Das erste Baulos wurde von Matthew Holmes entworfen und hatte mit 1980 mm (6 Fuß 6 Zoll) Durchmesser größere Treibräder für den Schnellzugverkehr. Die drei nachfolgenden Baulose, die von William P. Reid entworfen wurden, hatten 1830 mm (6 Fuß) große Treibräder und waren für den universellen Einsatz optimiert, weshalb die Baulose 2 und 3 auch als Intermediates ‚Zwischen (Personen- und Güterzuglokomotive) liegend‘ bezeichnet. Das letzte Lieferlos war mit Heißdampfkesseln ausgestattet und wurde als Glen Class bezeichnet, da die Lokomotiven Namen schottischer Bergtäler trugen.
Nach dem Zusammenschluss der britischen Bahngesellschaften in vier großen Gesellschaften durch den Grouping Act wurden die North British Railway von der London and North Eastern Railway (LNER) übernommen. Die Lokomotiven des ersten Bauloses wurden der LNER-Klasse D26 zugeteilt. Die des zweiten Bauloses wurden zur Klasse D32, die des dritten Bauloses zur Klasse D33 und die des vierten Bauloses schließlich zur Klasse D34.
Die LNER baute Lokomotiven der Klasse D32 und D33 zu Heißdampflokomotiven um. Zur Unterscheidung von den nicht umgebauten Lokomotiven erhielten diese die Bezeichnung D32/2 respektive D33/2. Die Naßdampflokomotiven wurden dagegen zur Klasse D32/1 respektive D33/1.

## Bau
Die Klasse K war der letzte und beste Entwurf von Holmes für Reisezuglokomotiven mit der Achsfolge 2’B.
Die ersten zwölf Lokomotiven dieser Klasse wurden 1902 bestellt und 1903 in den bahneigenen Werkstätten in Cowlairs, einem Stadtteil von Glasgow, gebaut. Bei der Übernahme der NBR durch die LNER wurden sie der Klasse D26 zugeteilt.
William P. Reid, Holmes Nachfolger, versah den Entwurf der K-Klasse mit kleineren Kuppelrädern, um sie für den Einsatz vor schnellen Güterzügen mit verderblicher Ware – hauptsächlich Zügen mit Fisch, die von Mallaig und Aberdeen aus verkehrten – zu optimieren. 1905 wurde eine erste Bestellung über zwölf Lokomotiven aufgegeben, die zwischen 1906 und 1907 in Cowlairs gebaut wurden. Diese Lokomotiven wurden als Intermediate Passenger, Intermediate Goods oder einfach als Intermediates bezeichnet und wurden später von der LNER in die Klasse D32 eingeteilt.
Da die von Reid entworfenen Lokomotiven des zweiten Bauloses der K-Klasse sich als erfolgreich erwiesen und trotz ihrer Auslegung für den Güterverkehr auch im Personenverkehr eingesetzt wurden, entwickelte Reid die J-Klasse. Diese hatte wieder die größeren 1980-mm-Kuppelräder für den Einsatz vor Schnellzügen. Daraus leitete Reid eine Universallokomotive mit 1630-mm-Kuppelrädern ab. Diese wurde als drittes Baulos der K-Klasse zwischen 1909 und 1910 gebaut und umfasste wiederum zwölf Lokomotiven. Die Hauptunterschiede zum zweiten Baulos waren der Kessel und der größere Schlepptender. Die ebenfalls als Intermediates bezeichneten Lokomotiven wurden bei der LNER zur Klasse D33.
Die letzte Entwicklungsstufe erreichte die Klasse K mit dem vierten Baulos, das die größte Anzahl an Lokomotiven umfasste. Die ersten zehn Lokomotiven wurden 1913 gebaut, weitere 22 folgten zwischen 1917 und 1920. Sie trugen Namen schottischer Täler und wurden deshalb auch als Glen Class bezeichnet. Der Hauptunterschied zu den vorherigen Baulosen bestand darin, dass diese Lokomotiven mit Überhitzern ausgestattet waren. Sie wurden bei der LNER in die Klasse D34 eingeteilt.

## Betrieb

### Erstes Baulos (LNER-Klasse D26)
Die ersten sechs Lokomotiven der K-Klasse wurden zunächst dem Depot Aberdeen zugeteilt, um die hochwertigen Schnellzüge nach Edinburgh zu führen. Die anderen sechs Lokomotiven des ersten Bauloses wurden dem Depot St. Margaret's in Edinburgh zugeteilt. Zwei von ihnen fuhren auf der Strecke nach Aberdeen, die übrigen vier auf der Strecke nach Carlisle. Nach einer kurzen Pause wurden zwei der letztgenannten Lokomotiven nach Carlisle versetzt.
Aufgrund der schwereren Züge wurden größere American- und Atlantic-Lokomotiven eingeführt. Für den Schnellzugsdienst wurden daher keine weiteren Lokomotiven der K-Klasse gebaut. Durch die Einführung der Atlantic-Lokomotiven wurden die Lokomotiven der K-Klasse in leichtere Dienste nach Glasgow und Perth verdrängt. Sie verkehrten jedoch weiterhin gelegentlich im schweren Fernverkehr durch die Scottish Borders nach Carlisle, bis 1909 die 2’B-Lokomotiven der J-Klasse (LNER-Klasse D29), auch Scotts genannt, eingeführt wurden. Ab etwa 1915 hatten die Lokomotiven keine regelmäßigen Dienste mehr und wurden nur noch für Sonderfahrten, als Ersatzlokomotiven oder als Vorspannlokomotiven vor den neueren Atlantic-Lokomotiven eingesetzt.
Normalerweise baute die NBR ihre Lokomotiven um, wenn die ursprünglichen Kessel ersetzt werden mussten. Die D26 wurden Anfang 1922 für einen Umbau in Betracht gezogen, es wurde jedoch beschlossen, sie stattdessen auszumustern. Die genauen Gründe für diese Entscheidung sind nicht bekannt, allerdings ist überliefert, dass sich die Rahmen in einem schlechten Zustand befanden. Möglicherweise war der Austausch von Kessel und Rahmen nicht mehr wirtschaftlich, zumal die Integration in die LNER im Jahr 1923 unmittelbar bevorstand. Die ersten drei Lokomotiven wurden Ende 1922 ausgemustert. Neun Lokomotiven gingen noch in den Besitz der LNER über und wurden dort zur Klasse D26. Die LNER setzte das Ausmusterungsprogramm fort, sodass im Juli 1926 die D26 Nr. 9325 als letzte Lokomotive ausgemustert wurde. Viele der D26 verbrachten ihre letzten Jahre auf der North Clyde Line, die von Edinburgh über Airdrie nach Glasgow führt.

### Zweites Baulos (LNER-Klasse D32)
Die meisten Lokomotiven des zweiten Bauloses wurden zunächst dem Depot Eastfield in Glasgow zugewiesen. Ausnahmen waren zwei Lokomotiven, die Berwick, sowie eine Lokomotive, die Montrose zugeteilt wurden. Alle zwölf Lokomotiven kamen vor Schnellgüterzügen im Langstreckenverkehr zum Einsatz. St. Margaret's in Edinburgh erhielt nach kurzer Zeit einige Lokomotiven für Dienste nach Newcastle und für kürzere Fahrten, beispielsweise von Edinburgh über Bathgate nach Glasgow.
Die Intermediates wurden auch für den Personenverkehr genutzt. Sie kamen häufig bei Ausflugszügen zum Einsatz, darunter auch bei solchen für die Mitarbeitenden der North British Railway. Lokomotiven aus Glasgow kamen häufig im Personenverkehr auf der West Highland Line zum Einsatz. Während des Ersten Weltkriegs wurde die Nr. 981 aus dem Depot St. Margaret's häufig für Truppenzüge von Blairgowrie nach Carlisle über die Tay Bridge, die Forth Bridge und die Waverley Line eingesetzt. Gegen Ende des Ersten Weltkriegs wurden die Intermediates hauptsächlich im Personenverkehr eingesetzt. Dies sollte bis zu ihrer Ausmusterung so bleiben.
Nach der Integration der NBR in die LNER im Jahr 1923 wurde das zweite Baulos der K4-Klasse zur LNER-Klasse D32. Die Lokomotiven waren den folgenden Depots zugeteilt: St. Margaret's (sechs Lokomotiven), Berwick (drei), Dundee (zwei), und Thornton (eine Lokomotive). Zu diesem Zeitpunkt waren alle zwölf Lokomotiven im Personenverkehr von und nach Edinburgh im Einsatz. Häufige Ziele waren Berwick, Galashiels, Corstorphine in Edinburgh und die Zweigstrecke nach Musselburgh.
In den 1940er Jahren kamen die D32 hauptsächlich bei Regional- und Vorortszügen zum Einsatz. Gelegentlich waren sie jedoch auch auf Fußball-Sonderzügen zu sehen. Mit der Ablieferung der LNER-Klasse B1 in großer Zahl kam das endgültige Aus für die D32. Die Ausmusterung begann im Jahr 1947, wobei British Railways 1948 noch zehn Exemplare übernahm. Die letzten beiden D32 wurden im Dezember 1949 (Nr. 2445) bzw. im März 1951 (Nr. 62451) ausgemustert.

### Drittes Baulos (LNER-Klasse D33)
Die Lokomotiven des dritten Bauloses wurden, ebenso wie die des zweiten Bauloses, für Schnellgüterzüge mit verderblicher Ware und für Reisezüge eingesetzt. Im Vergleich zum zweiten Baulos waren sie in einem größeren Gebiet im Einsatz und fuhren unter anderem nach Aberdeen, Carlisle, Bathgate, Stirling, Thornton und St. Margaret's. Im Personenverkehr kamen sie auch auf der West Highland Line zum Einsatz.
Im Jahr 1910 testete die NBR am Drumochter-Pass auf der Highland Main Line mehrere ihrer American-Lokomotiven gegen Ten-Wheeler-Lokomotiven der Castle-Klasse der Highland Railway (HR). Den Berichten der Versuchsfahrten zufolge übertraf die NBR-Lokomotive Nr. 867 die HR-Lokomotive Nr. 146 Skibo Castle, weshalb die NBR von der Beschaffung von Ten-Wheelern absah.
Bei der LNER wurden die Lokomotiven des dritten Bauloses der Klasse D33 zugeordnet. Die Heimatdepots der Lokomotiven änderten sich häufig. Eine typische Zuteilung Mitte der 1930er Jahre waren beispielsweise je drei Lokomotiven in Eastfield und Stirling, je zwei in Bathgate und Perth sowie je eine in Thornton und Hawick.
Wie die meisten Lokomotiven der ehemaligen NBR-Klasse K, die den Zweiten Weltkrieg überlebten, wurden auch die D33 ausgemustert, nachdem British Railways eine große Anzahl von Lokomotiven der ehemaligen LNER-Klasse B1 nachgebaut hatte. Die ersten beiden D33 wurden 1947 ausgemustert, die übrigen zehn vor Ende 1953.

### Viertes Baulos (LNER-Klasse D34)

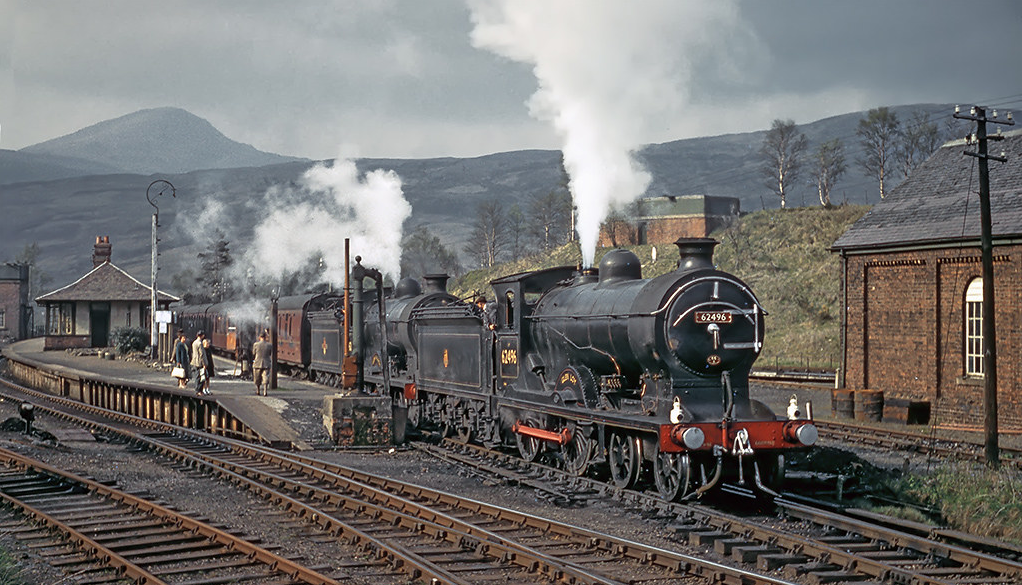
Fotofahrt mit den beiden Lokomotiven Nr. 62496 Glen Loy und 62471 Glen Falloch. Die Fahrt fand im Mai 1959 im Auftrag der Fernsehsendung Railway Roundabout statt.

Aufgrund der geringen zulässigen Achslast auf der West Highland Line wurden die Lokomotiven des vierten Bauloses vorwiegend auf dieser Strecke eingesetzt. Drei Viertel von ihnen waren dem Depot Eastfield in Glasgow zugeteilt. Aufgrund ihrer begrenzten Zugkraft von 190 Tonnen waren bei Zügen mit schwerem Rollmaterial zwei Lokomotiven erforderlich. Ab 1924 setzte die LNER auf der West Highland Line Lokomotiven mit drei Kuppelradsätzen ein. Zunächst kamen Mogul-Lokomotiven der LNER-Klasse K2 zum Einsatz, die auf der Stammstrecke der ehemaligen Great Northern Railway (GNR) überzählig geworden waren. Auf diese folgten die eigens für diese Strecke gebauten Mogul-Lokomotiven der Klasse K4 sowie die Prairie-Lokomotiven der Klasse V4 und die Ten-Wheeler der Klasse B1. Die Lokomotiven mit drei Kuppelradsätzen konnten zwar größere und schwerere Züge befördern, doch die als Klasse D34 bezeichneten Lokomotiven des vierten Bauloses der LNER kamen mit den engen Kurven der schwierig trassierten West Highland Line besser zurecht. Deshalb blieben bis zu ihrer Ausmusterung weiterhin mehr als die Hälfte der Lokomotiven Eastfield zugeteilt. Zu ihren weiteren Aufgaben gehörten Reisezugdienste von Glasgow nach Edinburgh über Polmont sowie von Glasgow nach Thornton und Dundee.
Die übrigen Lokomotiven wurden den Depots Thornton oder St. Margaret's zugeteilt. Die D34 von Thornton kamen bei Personenzügen von Fife nach Edinburgh oder Glasgow zum Einsatz. Die D34 von St. Margaret's wurden zusammen mit den D32 und D33 im Personenverkehr nach Berwick, Hawick, Dundee, Perth und Galashiels eingesetzt. Alle D34 wurden außerdem regelmäßig für Ausflugs-, Fußball- und Truppensonderzüge eingesetzt. Die Ausmusterung begann 1946, als  die Ablieferung einer großen Anzahl von Lokomotiven der B1-Klasse spürbar wurde. Bis 1950 wurden fünf D34 ausgemustert; die übrigen Lokomotiven folgten zwischen 1958 und 1961.

## Namen

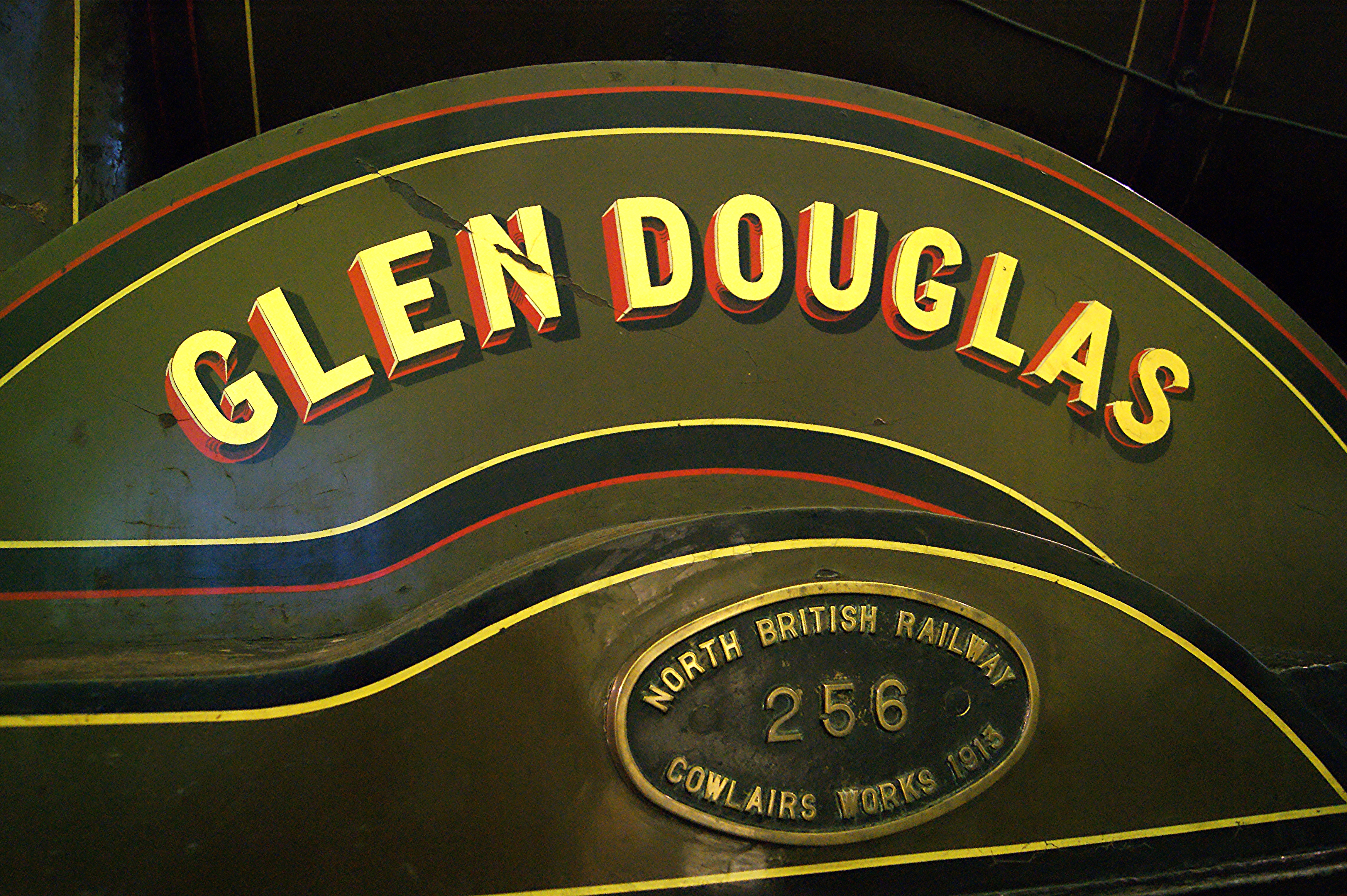
Namenszug an der erhaltenen Nr. 256

Die einzigen Lokomotiven der K-Klasse, die einen Namen trugen, waren diejenigen des vierten Bauloses, die später zur LNER-Klasse D34 wurden. Sie waren nach Glens, den engen Bergtälern in Schottland, benannt. Es wurden die Namen von Tälerv verwendet, die sich in der Nähe der West Highland Line und der Zweigstrecke nach Fort Augustus befinden; Glen Ogle liegt jedoch im Gebiet der Caledonian Railway (CR). Die Nr. 492 hieß ursprünglich Glen Gau, wurde aber im Juli 1925 in Glen Gour umbenannt. Ein Glen Gau gibt es nicht, und Gau könnte ein Schreibfehler von Gaur gewesen sein. Die Lokomotive Nr. 9287 Glen Gyle trug Ende 1941 für etwa einen Monat fälschlicherweise den Namen Glen Lyon. Die Nr. 9149 Glenfinnan war die einzige, bei der der Name als ein Wort geschrieben war.

### Namensliste
- 62467 Glenfinnan
- 62468 Glen Orchy
- 62469 Glen Douglas
- 62470 Glen Roy
- 62471 Glen Falloch
- 62472 Glen Nevis
- 62473 Glen Spean
- 62474 Glen Croe
- 62475 Glen Beasdale
- 62476 Glen Sloy
- 62477 Glen Dochart
- 62478 Glen Quoich
- 62479 Glen Sheil
- 62480 Glen Fruin
- 62481 Glen Ogle
- 62482 Glen Mamie
- 62483 Glen Garry
- 62484 Glen Lyon
- 62485 Glen Murran
- (62486 Glen Gyle)
- 62487 Glen Arklet
- 62488 Glen Aladale
- 62489 Glen Dessary
- 62490 Glen Fintaig
- (62491 Glen Cona)
- 62492 Glen Garvin
- 62493 Glen Gloy
- 62494 Glen Gour
- 62495 Glen Luss
- 62496 Glen Loy
- 62497 Glen Mallie
- 62498 Glen Moidart

## Erhaltene Lokomotive

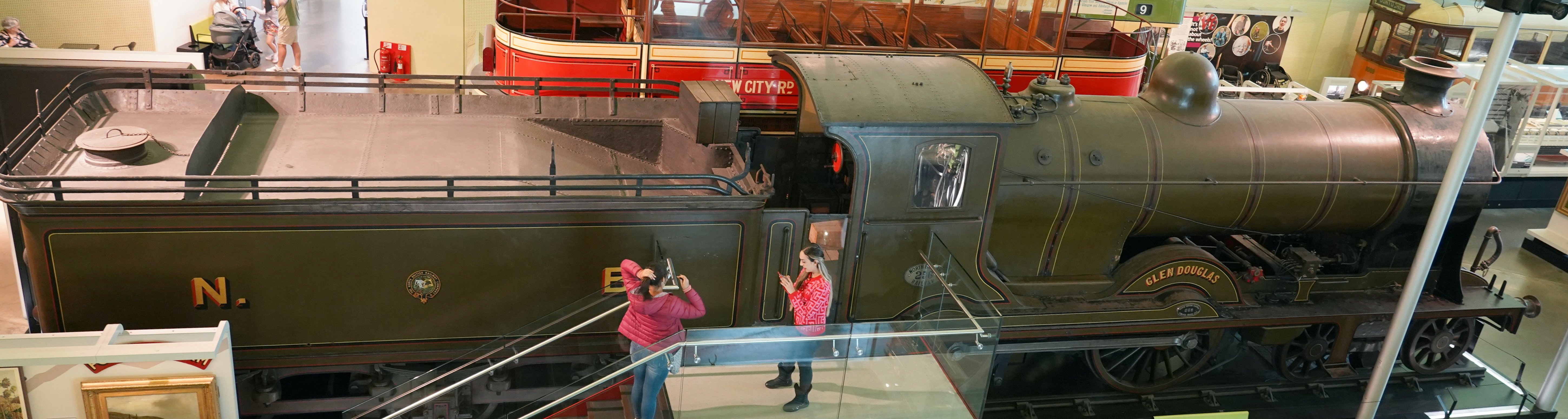
Lokomotive Nr. 256 im Riverside Museum in Glasgow

Die einzige erhaltene Lokomotive ist die 1913 gebaute Nummer 256 Glen Douglas aus dem vierten Baulos. Bei der LNER wurde sie zur Nr. 9256 der Klasse D34. Zuletzt war sie bei British Railways als Nummer 62469 unterwegs, bevor sie im November 1959 aus dem regulären Betrieb ausgeschieden ist. Für den Einsatz vor Sonderzügen erhielt die im Depot Glasgow Dawsholm beheimatete Lokomotive ihre originale braune NBR-Lackierung zurück.
Die Lokomotive wurde 1962 endgültig ausgemustert und der Stadt Glasgow zur Ausstellung im Glasgow Museum of Transport geschenkt. In den 1990er Jahren sollte die Lokomotive durch die Scottish Railway Preservation Society zum hundertjährigen Streckenjubiläum der West Highland Line betriebsfähig aufgearbeitet werden, was jedoch nicht umgesetzt wurde. Seit 2008 ist die Lokomotive im Riverside Museum in Glasgow ausgestellt.

## Technik
Alle Varianten der Klasse K verfügten über die Achsfolge 2’B (American). Vor den beiden Kuppelradsätzen war ein Laufdrehgestell mit Innenrahmen angeordnet, die Feuerbüchse reichte zwischen den beiden Kuppelachsen hinab.

### Erstes Baulos (LNER-Klasse D26)

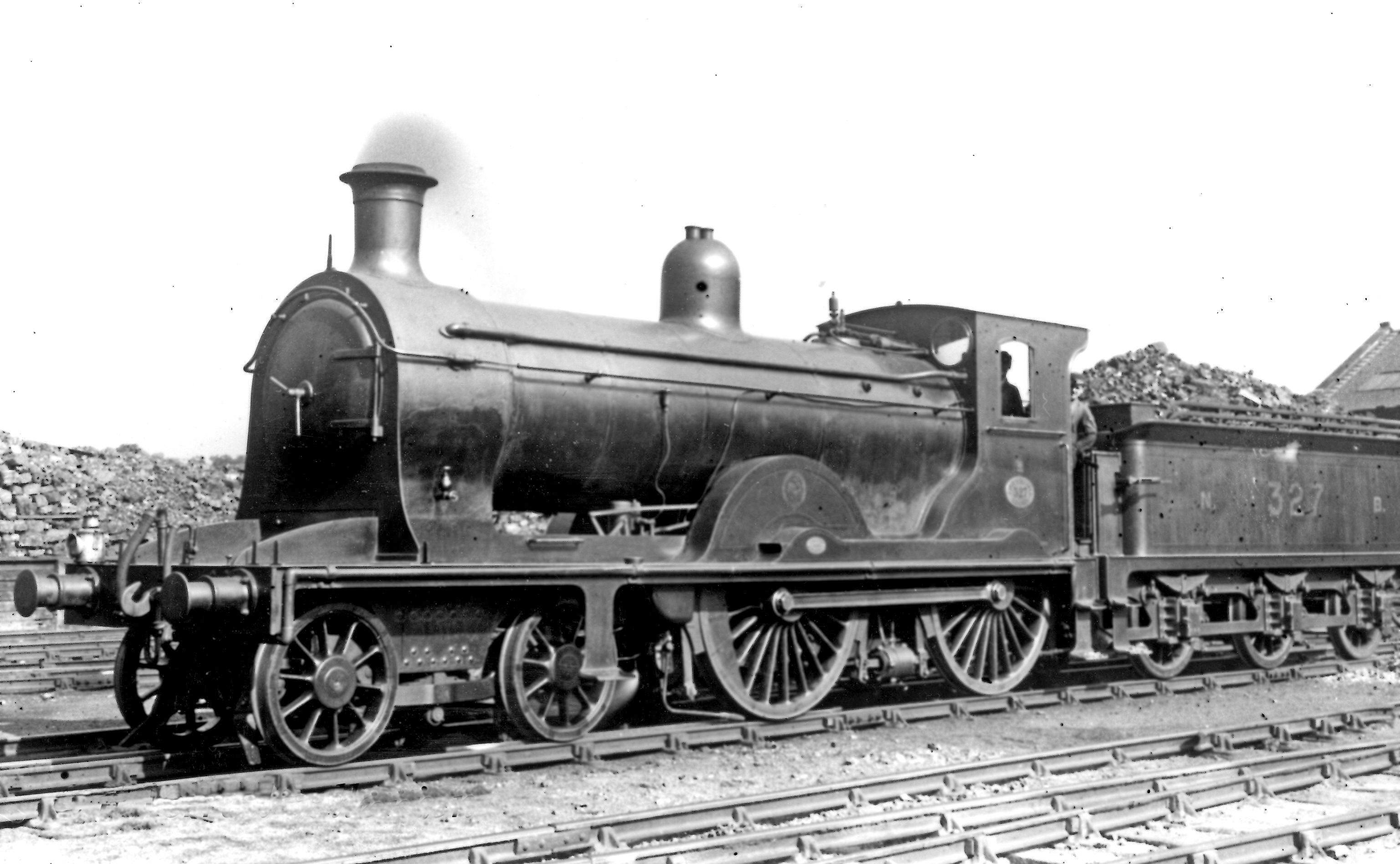
NBR-Klasse K Nr. 327 (LNER-Klasse D26 Nr. 9327)

Die Konstruktion des ersten Bauloses, der späteren LNER-Klasse D26, basierte auf der von Holmes entworfenen NBR-Klasse M (LNER-Klasse D31). Der Dampfkessel und die Feuerbüchse wurden verlängert, wodurch sich der Radstand der Kuppelradsätze erhöhte. Die Zylinder wurden von 457 mm (18 Zoll) auf 483 mm (19 Zoll) Durchmesser geringfügig vergrößert und die Flachschieber durch Kolbenschieber ersetzt. Die NBR verwendete erstmals einen Stahlkessel, der anfangs mit 13,7 bar (200 psi) betrieben wurden; Reid setzte den Druck später auf 13,1 bar (190 psi) herabgesetzt.
Der wichtigste optische Unterschied war die Verwendung eines modernen Führerhauses mit Seitenfenstern. Gelegentlich wird Reid ein Teil der Konstruktion des ersten Bauloses zugeschrieben, jedoch gibt es dafür keine Belege, und er arbeitete nicht bei den Cowlairs Works, als dieses konstruiert wurde.
Für den Einsatz auf der Hauptstrecke von Dundee nach Aberdeen wurden fünf Lokomotiven mit Tokenfängern für den automatischen Tokenaustausch gemäß System Manson ausgerüstet. Alle Lokomotiven waren mit der Westinghouse-Druckluftbremse ausgestattet. Bis 1916 wurde die Hälfte davon mit einer Dualbremse ausgerüstet.

### Zweites Baulos (LNER-Klasse D32)

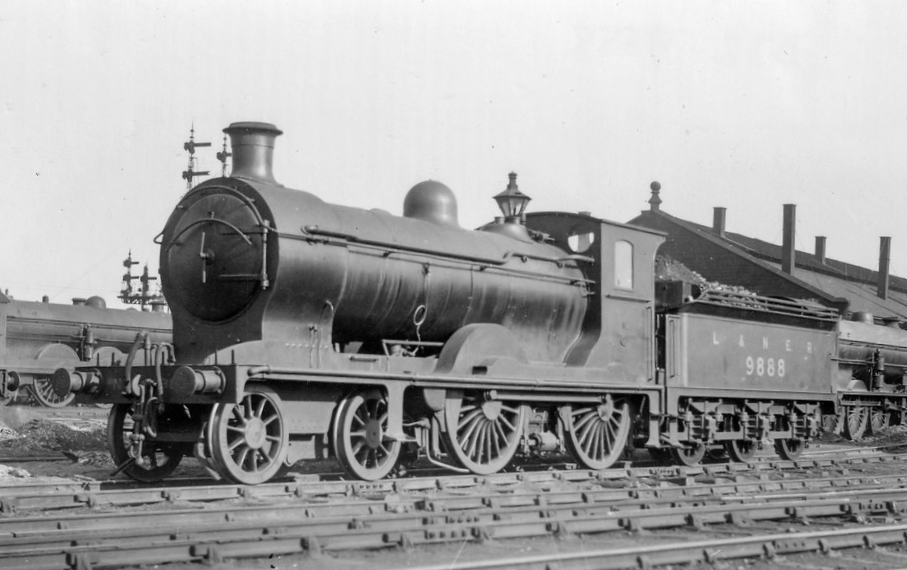
LNER-Klasse D32 Nr. 9888 (ehemals NBR-Klasse K Nr. 888)

Beim zweiten Baulos der K-Klasse wurde der Kesseldurchmesser von 1425 mm auf 1555 mm vergrößert und die Kuppelräder von 1980 mm (6 ft 6 in) auf 1630 mm (6 ft) verkleinert. Diese Konfiguration legte den Grundstein für alle folgenden American-Lokomotiven der NBR.
Die LNER ließ die Lokomotiven des zweiten Bauloses zwischen 1923 und 1926 zu Heißdampflokomotiven umbauen, indem sie neue Diagramm-79-Kessel mit 22 Robinson-Überhitzer-Elementen einbaute. Dabei wurden bei vielen Kesseln die alten Pop-Sicherheitsventile durch Ross-Pop-Ventile ersetzt. Zudem erhielten die umgebauten Lokomotiven einen mechanischen Zentralschmierapparat der Bauart Wakefield mit acht Abgängen. Während der Umbauphase wurden die Heißdampflokomotiven als D32/2 und die Nassdampflokomotiven als D32/1 bezeichnet.

### Drittes Baulos (LNER-Klasse D33)

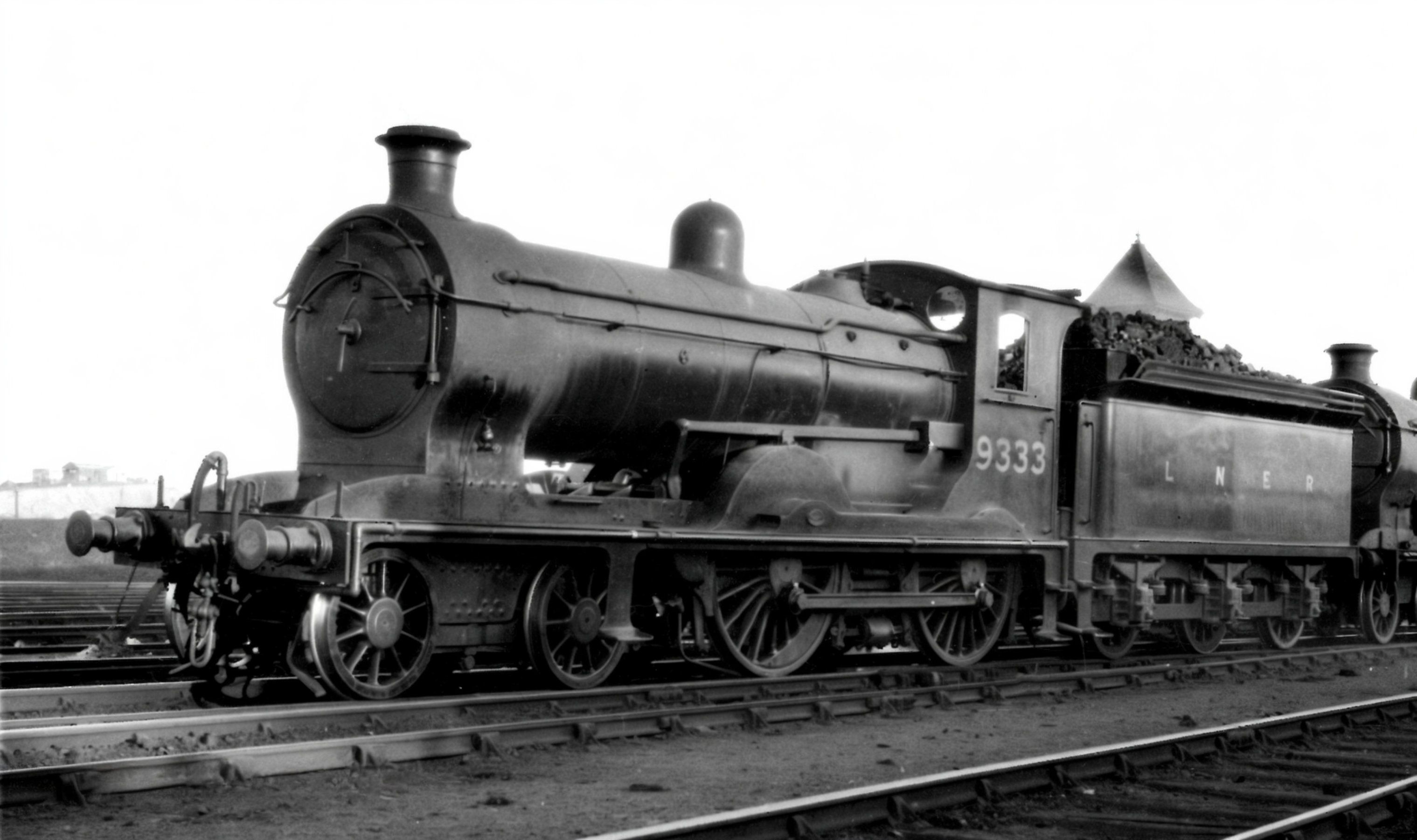
LNER-Klasse D33 Nr. 9333 (ehemals NBR-Klasse K Nr. 333)

Das dritte Baulos der K-Klasse war im Wesentlichen eine Variante der J-Klasse (LNER-Klasse D29) für den gemischten Verkehr. Wie die Lokomotiven des zweiten Bauloses verwendete sie Kuppelräder mit einem Durchmesser von 1630 mm (6 ft). Sie hatte jedoch einen größeren Schlepptender als die Klasse D32.
Wie bei der Klasse D32 rüstete die LNER das gesamte dritte Baulos der K-Klasse zwischen 1925 und 1936 mit neuen Kesseln mit Überhitzern aus. Dabei wurden ebenfalls Diagramm-79-Kessel mit 22 Robinson-Überhitzer-Elementen eingebaut. Diese Kessel konnten auch bei Lokomotiven der Klassen D29 Scott, D30 Superheated Scott und D34 Glen Class verwendet werden. Die meisten der neuen oder umgebauten Kessel waren mit Ross-Pop-Sicherheitsventilen ausgestattet; mindestens eine D33, die Lokomotive Nr. 9332, behielt jedoch die alten Pop-Sicherheitsventile. Während der Umstellung der gesamten Baureihe auf Heißdampfbetrieb bezeichnete die LNER die Heißdampflokomotiven als Klasse D33/2, während die ursprünglichen Lokomotiven zur Klasse D33/1 gehörten. Die Heißdampflokomotiven der Klasse D33/2 ähnelten den D34 Glens, konnten jedoch anhand der unter den Zylindern liegenden Smith-Kolbenschieber mit Außeneinströmung von diesen unterschieden werden.

### Viertes Baulos (LNER-Klasse D34)

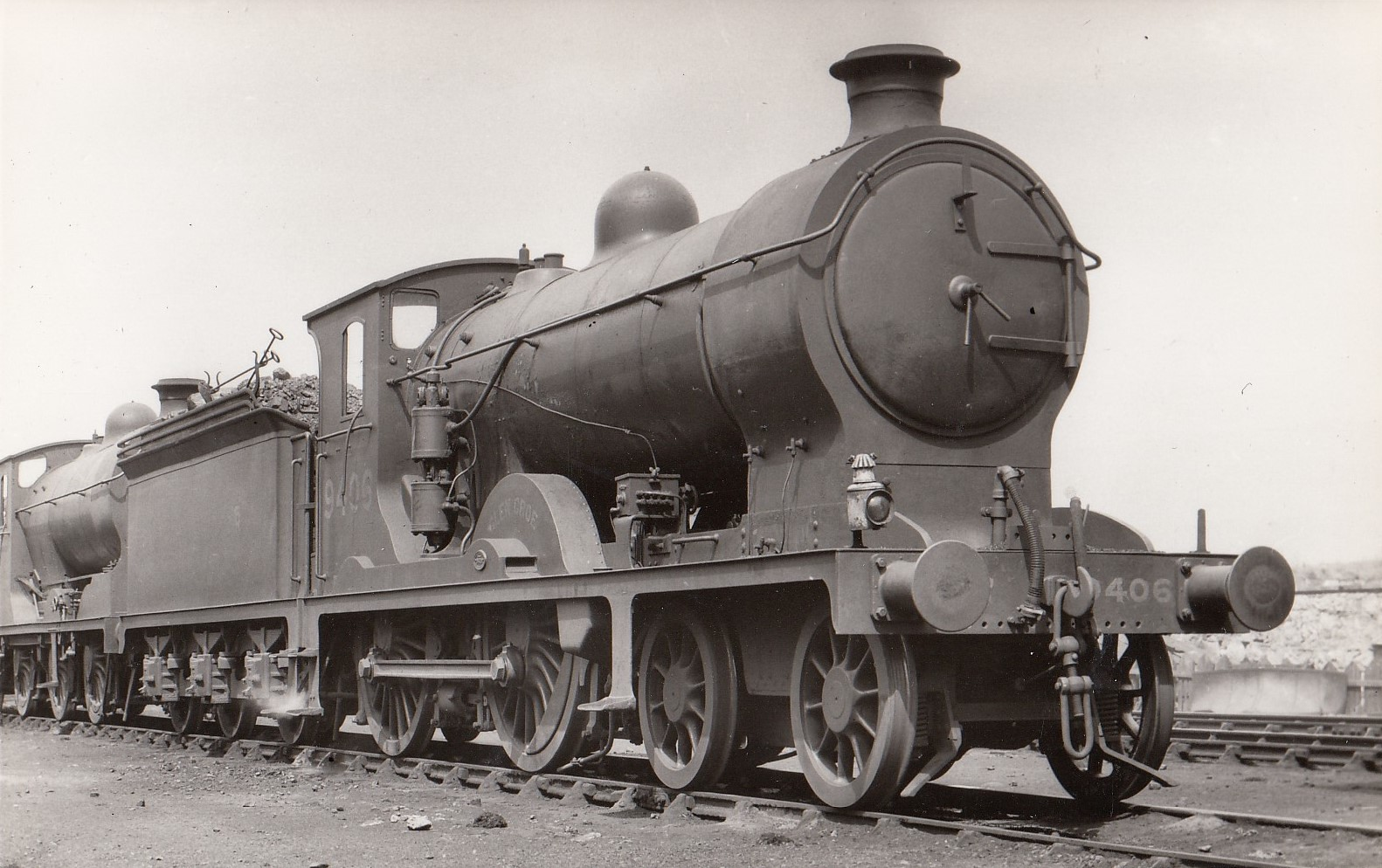
LNER-Klasse D34 Nr. 9406 (ehemals NBR-Klasse K Nr. 406)

Das vierte und letzte Baulos der K-Klasse hatte das gleiche Untergestell wie die zweiten und dritten Baulose, erhielt jedoch ab Werk einen Kessel mit Überhitzer. Von den ersten zehn Lokomotiven wurden fünf mit einem Schmidt-Überhitzer und die übrigen fünf mit einem Robinson-Überhitzer ausgerüstet. Die Lokomotiven mit Schmidt-Überhitzer hatten handbetätigte Überhitzerdämpfer, die jedoch nach kurzer Zeit ausgebaut wurden. Für die restliche Serie wurde die Variante mit Robinson-Überhitzer gewählt. Alle Lokomotiven waren mit Pyrometern ausgestattet, die die Temperatur der Überhitzer maßen. Diese wurden jedoch durch die LNER entfernt. Die traditionellen Pop-Sicherheitsventile der NBR waren dagegen bei allen Lokomotiven standardmäßig eingebaut. Die Lokomotive Nr. 149 war von 1920 bis Februar 1925 mit Coale-Pop-Sicherheitsventilen ausgerüstet.
Zwischen 1922 und 1951 wurden bei den Lokomotiven Diagramm-78-Kessel eingebaut. Diese Kessel konnten auch bei den Lokomotiven der Klassen D39 Scott, D30 Superheated Scott und D33 Intermediates verwendet werden. Bei den Revisionen wurden die Kessel jeweils zwischen den Lokomotiven getauscht, sodass die fünf Kessel mit Schmidt-Überhitzern auf verschiedenen Lokomotiven eingebaut waren. Nachdem die Schmidt-Überhitzer verschlissen waren, wurden diese durch Robinson-Überhitzer ersetzt, sodass letztlich alle Lokomotiven mit dieser Überhitzerbauart ausgerüstet waren. Alle neuen Kessel der Klasse D34, die nach 1925 gebaut wurden, waren serienmäßig mit Ross-Pop-Sicherheitsventilen ausgestattet.